# Luciano Siqueira de Oliveira
Luciano Siqueira de Oliveira, anteriormente conhecido como Eriberto (Rio de Janeiro, 3 de dezembro de 1975) é um ex-futebolista brasileiro que atuava no meio-campista.

## Carreira

### Falsificação de documentos
Luciano começou sua carreira no futebol utilizando documento e nome falsos (Eriberto Conceição da Silva, nascido em 21 de janeiro de 1979). Ele conseguiu obter RG, CPF, Título de eleitor, passaporte, entre outros, e iniciou, dessa forma, sua carreira de jogador de futebol profissional como se realmente houvesse nascido em 1979.

### Palmeiras
Como Eriberto, ele foi revelado pelo Palmeiras, onde foi muito bem nas categorias de base. A partir de 1997, foi aproveitado na equipe principal pelo técnico Luiz Felipe Scolari e participou do vice-campeonato brasileiro naquele ano.
No ano seguinte, marcou cinco vezes no Brasileirão e participou da campanha do título da Copa do Brasil.
Foi convocado pela Seleção Brasileira sub-20, com a qual disputaria o Sul-Americano da categoria, em 1999.

### Itália
Com destaque, foi vendido ao Bologna pelo equivalente a cinco bilhões de liras. Passou duas temporadas na cidade de Bologna, onde fez 54 partidas e marcou quatro gols.
Foi vendido ao Chievo por 2 bilhões de liras, onde disputou a Serie B e estreou marcando o gol da vitória dos gialloblù sobre o Genoa. Com uma grande atuação na temporada 2000-2001, levou a segunda equipe de Verona pela primeira vez ao topo do futebol italiano.
Em 2001-02, o time veronês estreou na elite aplicando um 2 a 0 sobre a Fiorentina, então campeã da Coppa Italia, em Florença. Eriberto fez 30 partidas e marcou quatro gols no campeonato, onde a equipe ficou com a quinta posição e uma vaga na Taça UEFA.

### Dificuldades
Depois da extraordinária e inédita promoção do clube, ele revela em 2002, sua verdadeira identidade, e os motivos que o levaram a cometer esse crime. Enquanto o "falso" Eriberto ganhava fama no futebol, o "verdadeiro" passou quase 6 anos enfrentando constrangimentos diante das acusações de uso de documentos falsos. Luciano foi condenado pelo Tribunal de Justiça do Rio de Janeiro a indenizar o verdadeiro Eriberto em 100 mil reais, e a Federação Italiana de Futebol – FIGC multou o jogador em 160 mil euros e o suspendeu das atividades esportivas por seis meses.
Após a suspensão, voltou a jogar pelo Chievo e ajudou a equipe a ser sétima colocada do Italiano na temporada 2002-03.
Na temporada seguinte, tem uma passagem apagada por empréstimo na Internazionale e novamente regressa ao Chievo, onde a partir de então constrói mais solidez no clube, onde é considerado parte da Vecchia Guardia, como Fabio Moro, Sergio Pellissier, entre outros, que conquistaram o primeiro acesso, em 2006-2007, o Chievo foi rebaixado pela primeira vez, da Série A, e novamente, ele foi um dos responsáveis pela reerguida na Serie B, culminando no título da temporada 2007-08. Jogaria pelo Chievo até 2013, quando deixou a equipe após 249 jogos.
Em julho de 2013, assinou contrato de um ano com o Mantova, tendo jogado apenas 6 vezes. Em seguida, Luciano deixou o clube, encerrando a carreira aos 38 anos.
Após sua aposentadoria, voltou ao Brasil e fixou residência em Imbituba, em Santa Catarina.
Em 2017, após 4 anos longe do futebol, voltou aos gramados profissionais para defender o Imbituba FC na Série C estadual.

## Títulos
Palmeiras
- Copa Mercosul: 1998

Bologna
- Copa Intertoto: 1998

Chievo Verona
- Campeonato Italiano - Serie B: 2007/2008